# Peter-Jürgen Boock
Peter-Jürgen Boock (Garding, 3 de setembre de 1951) és un escriptor i activista polític alemany, ex-militant de la segona generació de la Fracció de l'Exèrcit Roig (RAF).

## Joventut
El seu pare va ser soldat professional, hostaler, i posteriorment treballador de correus, professió darrera que també va exercir la seva mare. L'any 1968, després de completar l'educació secundària, va començar a estudiar instal·lació de maquinària però aviat ho va deixar. A causa de constants disputes amb el seu pare, segons ell «un nazi incondicional», el juny de 1968 va abandonar casa dels seus pares i es va mudar a un municipi dels Països Baixos. Va estar embolicat en assumptes de drogues, sent arrestat a la tardor d'aquell mateix any per possessió de substàncies prohibides. L'any 1969 va passar per diversos programes de rehabilitació i vivint en centres de reeducació, com ara els de Glückstadt i Rengshausen, temps en el qual va fer contacte amb Gudrun Ensslin i Andreas Baader. Volia unir-se a la Fracció de l'Exèrcit Roig però va ser rebutjat per ser massa jove. Es va mudar a Frankfurt del Main i va continuar abusant de les drogues. El 1973 es va casar amb Waltraud Liewald, qui també se la va relacionar amb accions de la RAF.

## Militància a la RAF
Entre 1975 i 1976, Boock es va unir a la RAF i va passar a la clandestinitat. Va viatjar als campaments palestins del Iemen del Sud, on va rebre entrenament de lluita armada i tècniques de guerrilla urbana (incloent captura de persones, segrest i retenció d'ostatges). A partir d'aleshores es va convertir en membre actiu de la segona generació de la Fracció de l'Exèrcit Roig.
El 30 de juliol de 1977 va ser el conductor del cotxe usat en l'intent de segrest de Jürgen Ponto, banquer i president de la junta de directius del Dresdner Bank. L'operació va fallar i Ponto va ser assassinat. En aquesta operació també van participar Brigitte Mohnhaupt, Christian Klar i Susanne Albrecht. L'agost de 1977 va construir un llançacoets, anomenats «l'Òrgan de Stalin» (prenent de referència el malnom de les katiuixes soviètiques), el qual era capaç de disparar míssils cassolans. Va voler disparar aquesta arma contra les oficines de la fiscalia general de l'Alemanya Occidental, però el llançacoets no va funcionar i, segons ell, va canviar de parer a l'últim minut i va decidir sabotejar l'arma. El 5 de setembre de 1977 va participar en l'«escamot Siegfried Hausner» encarregat del segrest i assassinat de l'empresari i ex-membre de les SS Hanns Martin Schleyer. Després de vigilar l'ostatge durant 14 dies, va viatjar fins a Bagdad, on va ajudar a preparar el segrest del vol 181 de Lufthansa («Landshut»). Si bé va admetre posteriorment haver acceptat l'assassinat de Schleyer després de l'assalt del Landshut, l'execuió va ser duta a terme per Rolf Heissler i Stefan Wisniewski.

## Arrest, presó i vida posterior
L'11 de maig de 1978 va ser arrestat a Iugoslàvia, juntament amb Brigitte Mohnhaupt, Rolf Wagner i Sieglinde Hofmann, enfrontant-se amb el risc d'extradició a l'Alemanya Occidental. No obstant això, van ser alliberats perquè l'Alemanya Occidental va decidir no extradir-los per tal de no acceptar un intercanvi amb Iugoslàvia de vuit exiliats polítics de Croàcia que residien en territori alemany. Formalment, el 17 de novembre se'ls va autoritzar perquè volessin a un país de la seva elecció.
L'any 1980 es va distanciar de la RAF, no obstant, el 22 de gener d'aquell any va ser arrestat a Hamburg. Com va tenir un paper rellevant dins la RAF, es va valorar l'opció d'una possible condemna a presó perpètua per la seva participació en els assassinats de Jürgen Ponto i Hanns Martin Schleyer. El 1992 va admetre haver desenvolupat un paper actiu en diverses accions de la RAF, incloent l'assassinat de Schleyer. El 13 de març de 1998 va ser alliberat de la presó i des d'aleshores treballa com a escriptor independent a prop de Frankfurt del Main.
L'any 2007 va acusar Stefan Wisniewski de l'assassinat de Siegfried Buback, i a Rolf Heissler i Stefan Wisniewski de l'assassinat de Hanns Martin Schleyer.

## Publicacions
- Ratte-tot… Ein Briefwechsel (en alemany).  Darmstadt: Hermann Luchterhand Verlag, 1985. amb l'escriptor Peter Schneider. ISBN 978-3-630-61575-2.[14]
- Vogelfrei: Gedichte (en alemany).  Bornheim: Lamuv Verlag, 1986. ISBN 3-889-77039-8.[15]
- Schwarzes Loch: Im Hochsicherheitstrakt (en alemany).  Reinbek: Rowohlt Verlag, 1988. ISBN 3-499-12505-6.[16]
- Wilhelmsburger Schattenspiel (en alemany).  Hamburg: Kellner Verlag, 1989. ISBN 3-927623-61-X.[17]
- Abgang (en alemany).  Reinbek: Rowohlt Verlag, 1990. ISBN 3-499-12707-5.[1][18]
- Mit dem Rücken zur Wand: Ein Gespräch über die RAF, den Knast und die Gesellschaft (en alemany).  Bamberg: Palette Verlag, 1994. ISBN 3-928-06210-7.[1][19]
- Die Entführung und Ermordung des Hanns-Martin Schleyer: Die Gespräche mit dem Entführten (en alemany).  Frankfurt del Main: Eichborn Verlag, 2003. ISBN 3-821-83976-7.[20]